# IUNS
 (mars 2025).
Si vous disposez d'ouvrages ou d'articles de référence ou si vous connaissez des sites web de qualité traitant du thème abordé ici, merci de compléter l'article en donnant les références utiles à sa vérifiabilité et en les liant à la section « Notes et références ».
L'Union internationale des sciences de la nutrition (en anglais : International Union of Nutritional Sciences - IUNS) est une ONG fondée en 1948 dont l'objet est de faire progresser les connaissances en matière de nutrition. 
Elle fédère 68 organisations nationales dont deux avec le statut d'observateur et douze membres associés. Le correspondant français est la Société française de nutrition.

## Congrès internationaux de l'IUNS
| Année | Ville          | Pays                    | Nombre de délégués | Pays participant |
| ----- | -------------- | ----------------------- | ------------------ | ---------------- |
| 1948  | Londres        | Royaume-Uni             | 22                 | 13               |
| 1952  | Bâle           | Suisse                  | 150                | 18               |
| 1954  | Amsterdam      | Pays-Bas                | 360                | 32               |
| 1957  | Paris          | France                  | 1000               | 22               |
| 1960  | Washington     | États-Unis              | 2000               | 65               |
| 1963  | Édimbourg      | Royaume-Uni/ Écosse     | 1500               | 63               |
| 1966  | Hambourg       | Allemagne de l'Ouest    | 2100               | 81               |
| 1969  | Prague         | Tchécoslovaquie         | 1800               | 62               |
| 1972  | Mexico         | Mexique                 | 2000               | 66               |
| 1975  | Kyoto          | Japon                   | 2300               | 55               |
| 1978  | Rio de Janeiro | Brésil                  | 3500               | 92               |
| 1981  | San Diego      | États-Unis              | 2500               | 83               |
| 1985  | Brighton       | Royaume-Uni/ Angleterre | 2300               | 92               |
| 1989  | Séoul          | Corée du Sud            | 3500               | 104              |
| 1993  | Adélaïde       | Australie               | 2600               | 91               |
| 1997  | Montréal       | Canada                  | 3250               | 92               |
| 2001  | Vienne         | Autriche                | 3550               | 113              |
| 2005  | Durban         | Afrique du Sud          | 2100               | 92               |
| 2009  | Bangkok        | Thaïlande               |                    |                  |
| 2013  |                | Espagne                 |                    |                  |

## Conseil de surveillance
Le conseil de surveillance comprend un président, un président-élu, un vice-président, un secrétaire général, un trésorier, un ancien président, et six personnalités représentatives.

## Siège
Le siège de l'IUNS est actuellement[Quand ?] situé à Vienne.